# Frieda (Werra)

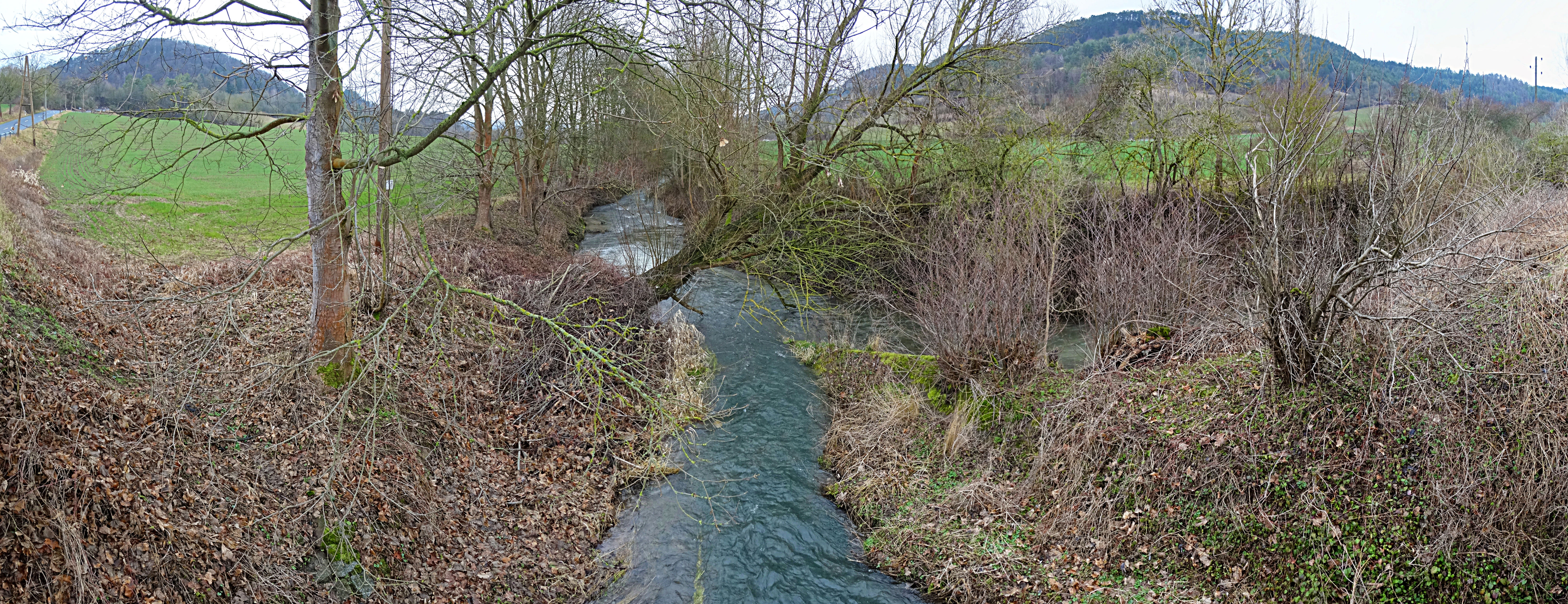
Zusammenfluss von Frieda und Lutter am Hülfensberg

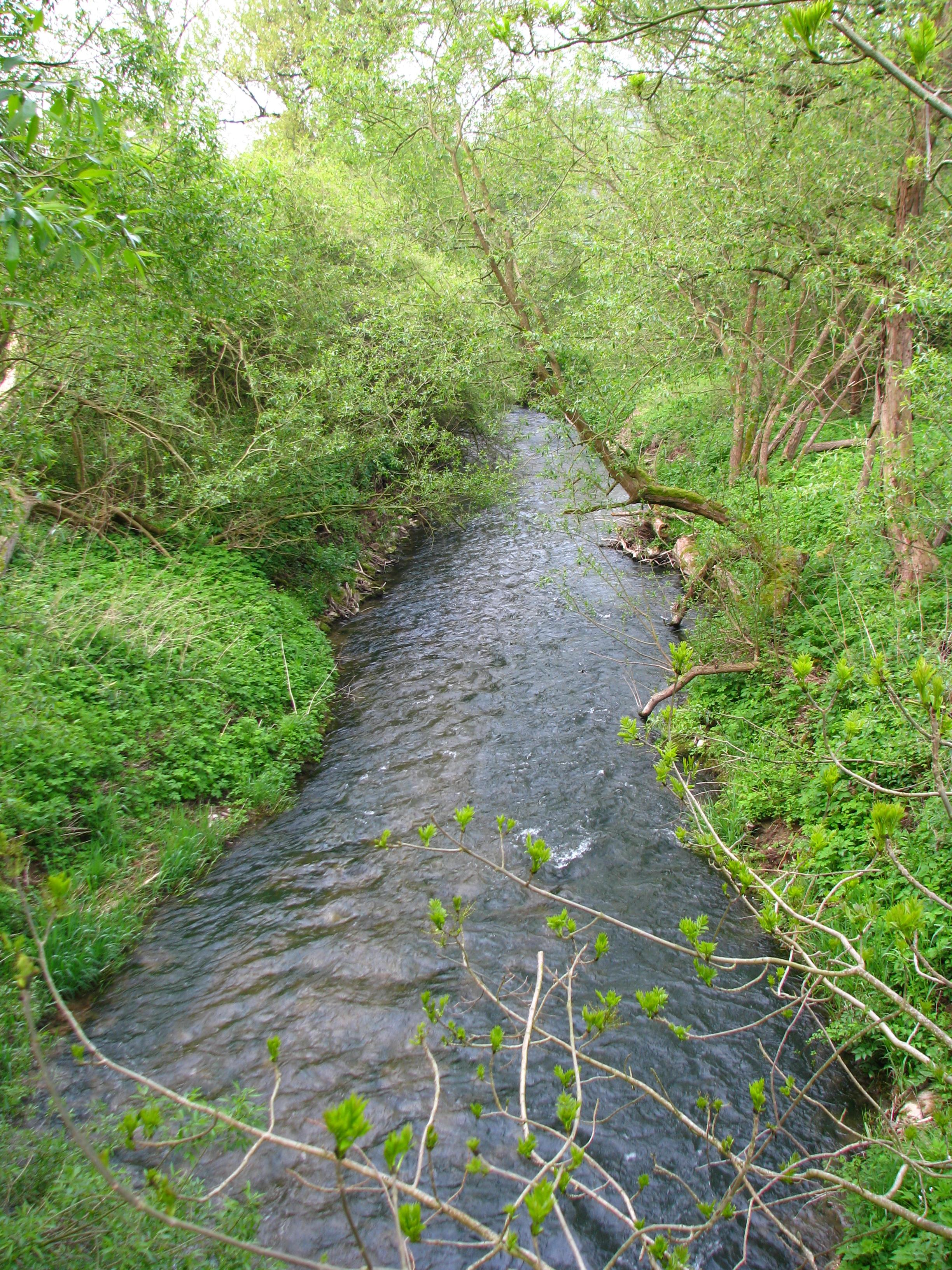
Die Frieda zwischen Großtöpfer und Frieda

Die Frieda ist ein 18,4 km langer, rechter bzw. nordöstlicher Nebenfluss der Werra im Grenzgebiet von Thüringen und Hessen in Deutschland.

## Name
Der Name des Fließgewässers wurde urkundlich im Jahr 1583 als „Friede“ erwähnt, er gab dem Ort Frieda seinen Namen. Der Name leitet sich vom germanischen Wort Freuđō für 'das Schäumen' ab. Vermutlich wurde hier eine Stellenbezeichnung auf den ganzen Fluss übertragen.

## Verlauf
Eine namentliche Friedaquelle befindet sich unmittelbar nordöstlich vom Kloster Zella und südsüdwestlich von Gut Annaberg auf 379,1 m. Dem gegenüber befindet sich die heute meistens zu Grunde gelegte Friedaquelle deutlich nordöstlich und höher der Letzteren, unmittelbar am westlichen Ortsrand Struths auf etwa 465 m.
Der Bach fließt zunächst in südwestliche Richtung an Kloster Zella vorbei, wo einst die erste Mühle stand. Mit der Mündung des aus Faulungen kommenden Faulunger Baches übernimmt die Frieda nunmehr zunächst dessen Nordwest-Richtung und erreicht Lengenfeld unterm Stein (Zufließen des Rosebachs von links unmittelbar unterhalb) und schließlich Geismar.
Zwischen Lengenfeld und Geismar fließt ihr dabei von rechts die von Großbartloff kommende Lutter von rechts zu, unmittelbar unterhalb Geismars schließlich, ebenfalls von rechts, die von Flinsberg, Martinfeld und Ershausen kommende Rosoppe. Die Täler der beiden letztgenannten Flüsse fassen den nördlich der mittleren Frieda gelegenen Westerwald von Osten und Westen ein.
Nachdem unmittelbar unterhalb der Rosoppemündung auch die von Rüstungen und Wiesenfeld im Nordwesten kommende Rode von rechts zugeflossen ist, wendet sich die Frieda nach Südsüdwesten, um nach dem Durchfließen Großtöpfers die hessische Landesgrenze zu passieren und, zwischen Eschwege im Westen und Wanfried im Osten, bei Frieda (Gemeindeteil von Meinhard) in den aus Richtung Südosten kommenden, östlichen Weser-Quellfluss Werra zu münden.
In dem Abschnitt der Frieda, der sich etwa zwischen Lengenfeld unterm Stern und Großtöpfer befindet, verlief früher ein Abschnitt der Bahnstrecke Leinefelde–Treysa, Teil der Kanonenbahn genannten strategischen Bahnstrecke. Die Kanonenbahn überquerte den Fluss mehrfach – zum einen mit dem Lengenfelder Viadukt in Lengenfeld und zum anderen gemeinsam mit der Bahnstrecke Heiligenstadt–Schwebda nördlich des gleichnamigen Ortes über den 1945 gesprengten Friedaviadukt.

## Zuflüsse
Das Flusssystem der Frieda weist eine ausgeprägte Fächerform auf, woran insbesondere vier Hauptarme beteiligt sind, die allein 153,6 der insgesamt 171,8 km² Einzugsgebiet entwässern (im Gegenuhrzeigersinn von Südost nach Nordwest):
- Obere Frieda bis Luttermündung (9,5 km, 38,4 km²)
  - Rosebach (l; 3,7 km – Hildebrandshausen)
  - Faulunger Bach (l: 4,4 km – Faulungen)
  - Frieda-Oberlauf (Quelle im Westen Struths; Kloster Zella, Lengenfeld)
  - Bach vom Spreuwinkel (r; 2,2 km – Mündung oberhalb Lengenfelds)
  - Bach vom Effelder Tal (r; 1,5 km – Mündung in Lengenfeld)
- Lutter (r; 12,1 km, 36,5 km²)
  - Rottenbach (r; 1,8 km – Mündung oberhalb Großbartloffs)
  - Bach aus Effelder (r; 1,7 km – Quelle im Norden Effelders)
  - Lutter (Wachstedt, Großbartloff)
  - Wolfentalsbach (r; 2,6 km – Mündung in Großbartloff)
- Rosoppe (r; 11,3 km, 49,7 km²)
  - Bach aus Wilbich (1,4 km – Wilbich)
  - Rosoppe (Quelle in Flinsberg; Martinfeld, Ershausen)
  - Schlossbach (r; 4,3 km, > 10 km² – Bernterode)
  - Krombach (r; 5,1 km – Krombach; Mündung in Ershausen)
  - Tiefenbach (r; 2,9 km – Quelle im Norden Misserodes)
- Rode (r; 9,3 km, 29,0 km²)
  - Rode (Quellen bei Schwobfeld; Rüstungen, Wiesenfeld, Sickerode)
  - Hesselbach (r; 3,7 km – Mündung in Wiesenfeld)
  - Hühnerbach (r; 3,6 km – Volkerode)

Zum Flussabschnitt um Geismar zwischen Lutter- und Rosoppemündung entwässern nur 5,7 km², zwischen Rosoppe- und Rodemündung gar nur 0,1 km² und zum Mündungslauf von Großtöpfer bis Frieda 12,4 km², wobei nur das letztgenannte Teileinzugsgebiet z. T. (5,0 km²) in Hessen liegt. Der hier linksseitig mündende, 2,2 km lange Tiefe Graben (Quelle in Bebendorf) ist der einzige landesgrenzüberschreitende Zufluss.
Der mittlere Abfluss (MQ) der Frieda beträgt 1.339 l/s, was einer mittleren Abflussspende (Mq) von 8,8 l/s·km² entspricht, der mittlere Niedrigwasserabfluss (MNQ) beträgt 335 l/s.

### Benachbarte Flusssysteme
Die Quellläufe von Faulunger Bach, Frieda und Lutter liegen an der Elbe-Weser-Wasserscheide unmittelbar der Unstrut und ihren ersten rechten Nebenflüssen (Felchtaer Bach, Luhne und Unstrut selber) östlich gegenüber, während unmittelbar nördlich der Rosoppe und ihrer größeren Nebenbäche Krombach und Tiefenbach das Einzugsgebiet der über die Aller zur Weser entwässernden Leine (linke Nebenflüsse Geislede und Lutter) beginnt. Lediglich der Rode liegt in der Walse ein weiterer Nebenfluss der unteren Werra nordwestlich gegenüber.

## Gewässerzustand
Die Frieda fließt überwiegend in einem begradigten Bachbett, das z. B. in der Ortslage von Lengenfeld/Stein mit Beton verbaut ist. An den Uferböschungen ist stellenweise ein naturnaher Bachwald aus Esche und Silberweide ausgebildet.
Der ökologische Zustand des Unterlaufs gilt insgesamt als unbefriedigend.

## Mühlen
An der Frieda waren mindestens 11 Mühlen vorhanden, hinzu kommen weitere Mühlen an den Zuflüssen.
- Struth: die Klostermühle
- Lengenfeld/Stein: Hagemühle, Obermühle, Mittelmühle, Teufelsnasen-Mühle
- Geismar: Obermühle, Mittelmühle. Untermühle
- Großtöpfer: Auleppsche Mühle, Hahnenmühle
- Frieda: Topfmühle